# L'Italia che scrive
L'Italia che scrive. Rivista per coloro che leggono è stata una rivista italiana fondata nel 1918 da Angelo Fortunato Formíggini e pubblicata a Roma con periodicità mensile.

## Storia
Il primo numero uscì il primo aprile 1918, in piena guerra mondiale. Il successo fu immediato. Nel primo anno la tiratura si assestò sulle 10 000 copie, ma tre anni dopo erano già salite a 30.000. Formiggini lanciò un'edizione in lingua francese.
Nei primi ventuno anni della rivista (quelli di Formiggini) furono recensiti tredicimila libri, cinquantamila furono annunciati e millecento articoli vennero pubblicati. Dopo la morte del fondatore, la rivista fu diretta da Paolo Cremonese fino al 1943.
Dopo il n. 5/7 del 1943 la rivista fu sospesa per cause belliche.

Ritornò in edicola il 29 novembre 1945 con la direzione di Mario Vinciguerra, cui seguì Nicola Francesco Cimmino.
La rivista svolgeva la funzione principale di proporre una rassegna bibliografica aggiornata, pubblicando ogni mese elenchi delle nuove uscite delle principali case editrici italiane. Si occupò anche di questioni legate alla diffusione della cultura e della lingua italiana..

Tra le numerose rubriche (“Recentissime”, “Profili”, “Miniera aneddotica”, “Antologia del brutto”), esisteva anche una sezione per gli scrittori alla ricerca di un editore: la rivista pubblicava gli estratti di opere inedite; se un editore si dimostrava interessato, contattava direttamente l'autore. Titolo della rubrica: “Idee senza editore”.